# Kalbaybaria doantrange
Kalbaybaria doantrange is een haft uit de familie Leptophlebiidae. De wetenschappelijke naam van de soort is voor het eerst geldig gepubliceerd in 1993 door Campbell.
De soort komt voor in het Australaziatisch gebied.